# شاخه گل ۵
 شاخه گل ۵ نام یک آلبوم موسیقی اثر  غلامحسین بنان، هنرمند ایرانی است که در سبک  سنتی تهیه شده و دارای ۶ آهنگ است. 

## فهرست آهنگ‌ها
| ردیف | آهنگ                     |
| ۱    | (خلوت گاه راز ـ همایون(۱ |
| ۲    | (خلوت گاه راز ـ همایون(۲ |
| ۳    | (خلوت گاه راز ـ همایون(۳ |
| ۴    | (خلوت گاه راز ـ شور(۱    |
| ۵    | (خلوت گاه راز ـ شور(۲    |
| ۶    | (خلوت گاه راز ـ شور(۳    |